# Grete Ahlberg
Grete Ahlberg, född 29 maj 1998, är en svensk friidrottare (släggkastning och viktkastning). Ahlberg tävlar för Hammarby IF. Hon vann SM-guld i slägga år 2018, 2021, 2022 och 2023.

## Karriär
I februari 2022 vid inomhus-SM tog Ahlberg silver i viktkastning med ett kast på 20,37 meter. I maj 2022 förbättrade Ahlberg sitt personbästa i slägga till 69,15 meter vid en tävling i tyska Halle, vilket innebar en fjärdeplacering i Sverige genom tiderna. En vecka senare förbättrade hon sitt personbästa ytterligare till 69,63 meter vid en tävling i isländska Selfoss.
Den 15 juli 2022 vid VM i Eugene kastade Ahlberg ett nytt personbästa på 70,87 meter i kvalet i släggtävlingen och gick vidare till finalen med en centimeters marginal.
Vid inomhus-SM 2024 försvarade Ahlberg sitt guld samt noterade ett nytt personbästa på 22,45 meter.

### Depression och panikångest
Efter niondeplatsen i VM-släggfinalen 2022 berättar Ahlberg om sin psykiska ohälsa som ledde till att hon avbröt sin idrottskarriär två år tidigare. Med professionell hjälp kom hon tillbaka igen.

## Personliga rekord
| Utomhus - Diskus – 40,04 (Karlstad, Sverige 19 maj 2018) - Slägga – 70,87 (Eugene, USA 15 juli 2022) | Inomhus - Viktkastning – 22,45 (Karlstad, Sverige 16 februari 2024) |